# Jonas Jonsson (företagsledare)

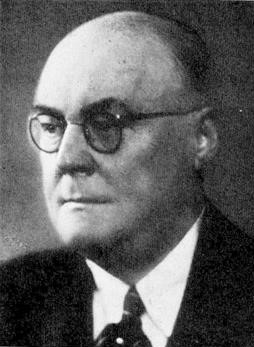
Jonas Jonsson.

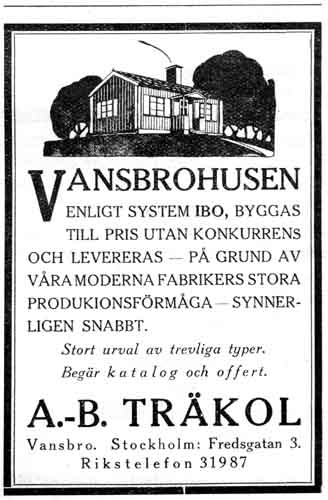
Husannons från 1924 för Vansbrohusen från AB Träkol.

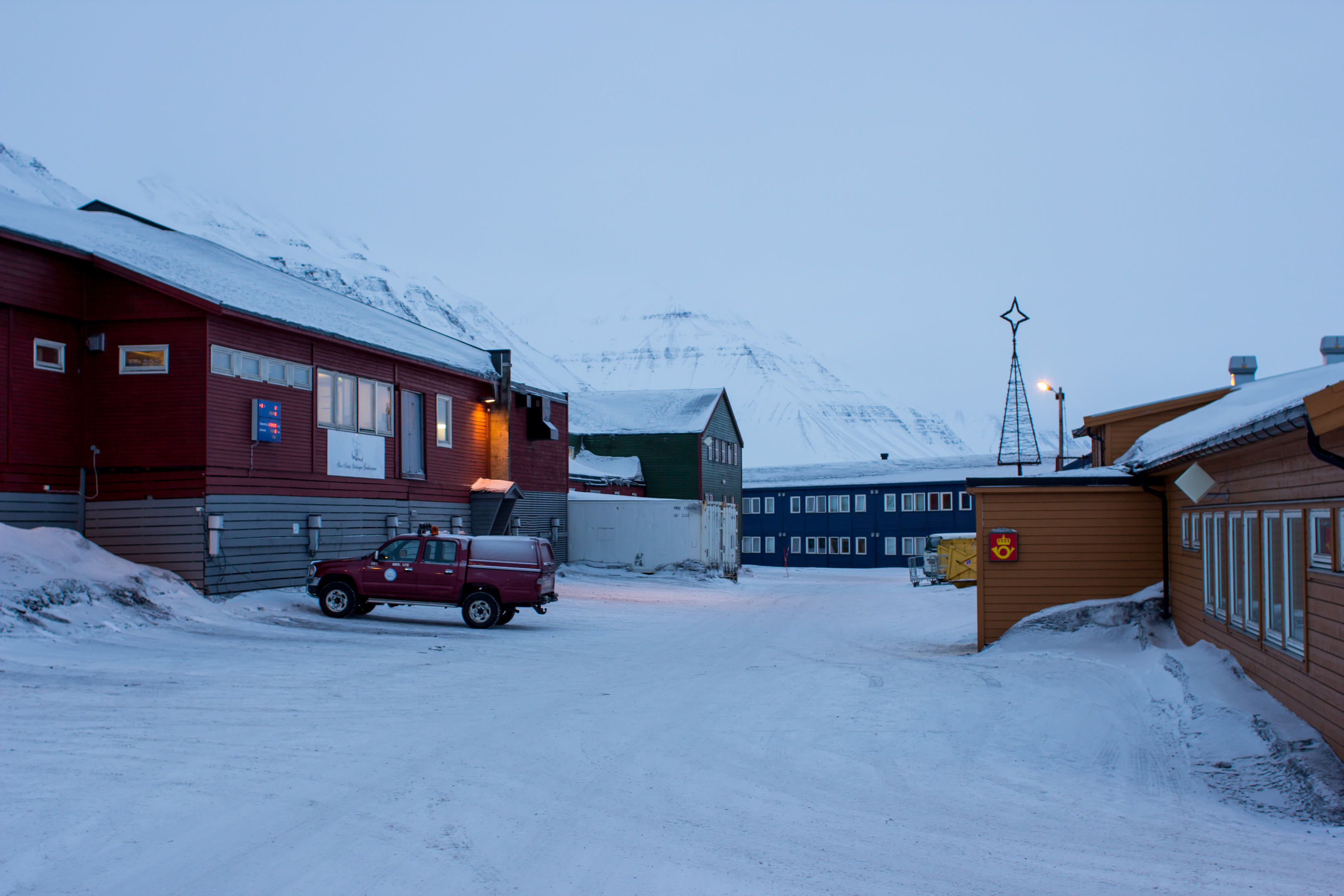
AB Träkol levererade flera hus, bland annat ett marketenteri till den svenska gruvdriften på Spetsbergen på Svalbard i mitten på 1920-talet. Bilden visar Sveas huvudgata med administrationsbyggnaden till vänster och postkontor och mäss till höger. Svea eller Sveagruva är ett gruvsamhälle, som är en av fyra bebyggda orter på Svalbard. Samhället är uppbyggt runt Store Norske Spitsbergen Kulkompani A/S:s gruva. Gruvdriften startades av AB Spetsbergens Svenska Kolfält 1916.

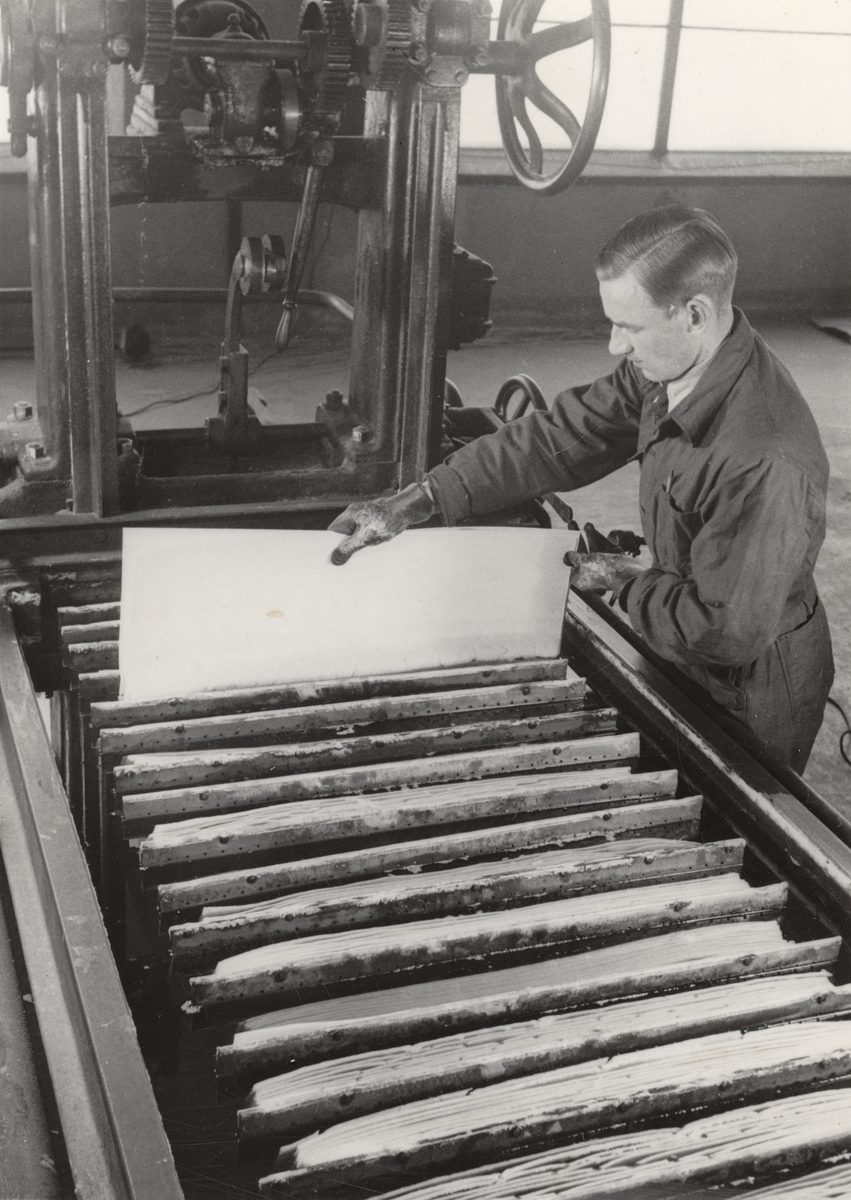
Mercerisering vid AB Svenskt Kontsilke i Borås, 1947. Tekniska museet, Stockholm.

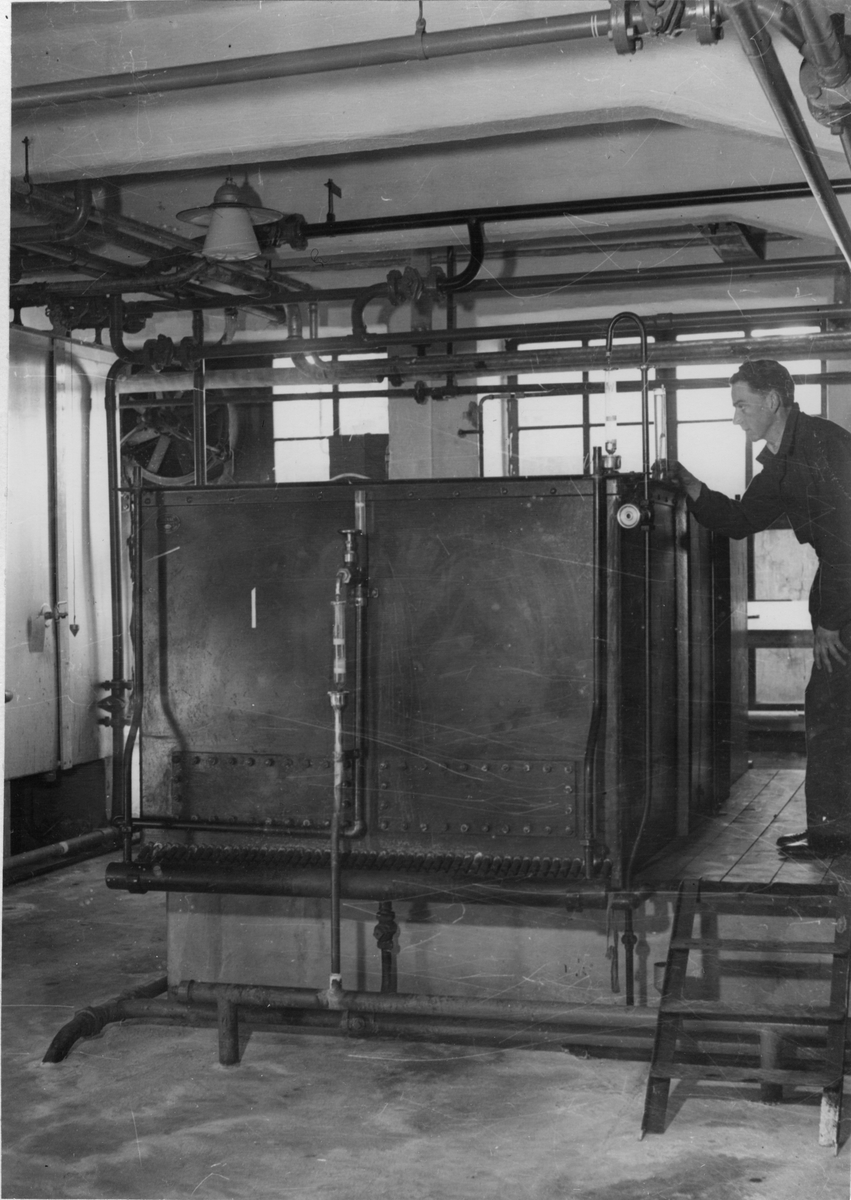
Sulfideringstrummor vid Aktiebolaget Nordisk Silkecellulosa, Norrköping, 1938. Tekniska museet, Stockholm.

Jonas Jonsson, född 23 september 1875 i Höjen, Rengsjö socken i Hälsingland, död 1 juli 1947 i Bromma, var en svensk träingenjör och industriledare.

## Biografi
Jonas Jonsson var son till bonden Jon Jonsson och Martha Andersdotter. Han studerade 1896–1898 vid Chalmers tekniska läroanstalt i Göteborg och därefter vid Bergsskolan i Filipstad 1898–1899. Jonsson arbetade därefter som teknisk ritare vid Bofors kanonverkstäder, som konstruktör vid Henrik Tholander konstruktionsbyrå i Stockholm och vid Metallurgiska aktiebolaget i Stockholm samt som ingenjör vid Ala & Ljusne kolugnar i Ljusne i Hälsingland 1899–1905. 1905–1909 var han disponent och ingenjör vid Fagerviks sågverk och kolugnar i Medelpad i Västernorrlands län.
Jonas Jonsson gifte sig 9 maj 1903 i Karlskoga med Elin Oterdahl, född 28 augusti 1877 i Karlskoga, död 27 maj 1933 i Stockholm i Engelbrekts församling. Hon var dotter till bergsmannen Otto Oterdahl och Lovisa Olsdotter.
Åren 1909–1929 var han disponent och teknisk chef vid AB Träkol i Vansbro i Vansbro kommun i Dalarna. De monteringsfärdiga Vansbrohusen, de så kallade IBO-husen, började tillverkas på 1920-talet. Redan 1919 sattes det allra första huset upp som prototyp inom fabriksområdet. I början av 1960-talet lades AB Träkol ner.
Under sina sista år i början på 1940-talet bosatte sig Jonas Jonsson i Bromma, där så många Vansbrohus fortfarande finns kvar i Smedslätten, Ålsten och Olovslund.
År 1918 var Jonsson en av grundarna av AB Svenskt Konstsilke i Borås, som bildades som ett dotterbolag till Borås Wäfveri AB. Med ett 20-tal anställda startade Axel Bergengren junior (1876–1946), son till Axel Bergengren, som 1870 hade startat Borås Wäfveri AB, konstsilkesproduktion i de gamla fabrikslokalerna i Simonsland. Bergengren fick förstärkning från spinneriet i Vansbro, som tidigare sysslat med försöksverksamhet inom konstsilketillverkning. Som namnet antyder är konstsilke ett konstgjort textilmaterial, skapat i avsikt att ersätta natursilket. Numera är den vanligaste typen av konstsilke viskos och den uppfanns redan 1892. År 1912 uppfanns acetatsilket eller celanessilket, som fick stor betydelse under början av 1900-talet. Som experimentverkstad fick de före detta färgerilokalerna fungera. Processorlokalen, där cellulosaarken knådades sönder i lut, låg i huset närmast Skaraborgsvägen. Spinneriet med egenbyggda maskiner i trä och blyplåt fanns i bottenvåningen. Huset inrymde också tvinneri, blekeri och en sorterings- och spoleriavdelning. AB Svenskt Konstsilke (SKS) grundades som ett viskosspinneri och har under årtionden utvecklats till en omvandlare för högpresterande garner.

## Karriär
Efter att han hade avslutat sina studier vid den lägre kursen vid Chalmers tekniska institut i Göteborg 1896-1898 och vid Bergsskolan i Filipstad 1898-1899 hade han under åren 1899–1905 flera anställningar som teknisk ritare och konstruktör. Han var bland annat ritare vid Bofors kanonverkstäder, konstruktör vid Henrik Tholanders konstruktionsbyrå i Stockholm och vid Metallurgiska AB i Stockholm samt ingenjör vid Ala & Ljusne kolugnar i Ljusne i Hälsingland 1899-1905. Därefter var han åren 1905-1909 disponent och ingenjör vid Fagerviks sågverk och kolugnar i Timrå i Medelpad i Västernorrlands län. Åren 1909-1929 var han disponent och teknisk chef vid AB Träkol i Vansbro i Kopparbergs län. 1918 hade han blivit en av stiftarna av AB Svenskt Konstsilke i Borås.
Han reste 1921 med stipendium från Kommerskollegium till USA, där han studerade tillverkningen av prefabricerade hus och började efter sin återkomst till Sverige att tillverka sådana hus här, de så kallade "Vansbrohusen", som tillverkades efter IBO-systemet, som var AB Industribostäders Patenterade System.
Åren 1930–1940 var Jonsson ledare för cellulltillverkningen vid AB Nordisk Silkecellulosa i Norrköping. Från 1940 var han anställd som kolugnsexpert vid Statens bränslekommission. AB Nordisk Silkecellulosa antog senare namnet Celloplast. Cellplast är en typ av plast och kallas ibland skumplast. 

### Kolugnsanläggning vid Fagervik i Timrå
År 1905 fick Jonsson uppdraget att bygga en stor kolugnsanläggning vid Fagerviksverken, som var ett ångsågverk med namnet Fagerviks bolag och var beläget i Timrå i Medelpad i Västernorrlands län. Fagervik i norra delen av Timrå ligger öster om Sörberge och är en bruksort som växte fram i slutet av 1800-talet och början av 1900-talet. För träkolning använde man en speciellt byggd retort, som var traditionellt en mycket enkel destilleringsapparat för kolugnar. Principen var densamma som för kolning i kolmila, men istället för stybb hade man murade väggar av rödtegel. I Fagervik stod en ny sulfitfabrik klar år 1912 för att börja producera för Wifsta Varfs AB, den fabriken lades ned 1975.

### Disponent för AB Träkols Fabriker i Vansbro
År 1909 blev Jonas Jonsson disponent för AB Träkol i Vansbro i Dalarna. Vid AB Träkol verkade han som kolugnskonstruktör, teknisk chef, disponent och ledare för sågverk, snickerifabrik och kraftverk fram till 1929.

### Tillverkning av träfiberskivor
Jonas Jonsson var entreprenör och expert på kolugnar. Den viktigaste produkten för AB Träkol var naturligtvis träkol och för att utnyttja det fina virket till mer än träkol sökte han ständigt nya idéer. Han experimenterade redan som ung pojke med sågspånen som brukade ligga i stora högar utanför sågverken. Jonsson var en stor praktisk naturbegåvning och han undersökte möjligheterna att kunna dra nytta av detta avfall. Vid sin studieresa till USA studerade han tillverkning av träfiberplattor som använder träfiber och spån.
År 1928 experimenterade Jonsson fram en träfiberplatta eller wallboard, och han fick patent på den under namnen Jonit och Fibrex. Detta var en epokgörande uppfinning, som han fick patentet på den 1932. Under andra världskriget skulle hans uppfinning, konstsilket, få stor betydelse.
Jonit och Fibrex började tillverkas fabriksmässigt vid släktgården Höjen i Rengsjö, öster om Bollnäs i Hälsingland. Plattorna framställdes genom en defibreringsmetod. Genom metoden maldes avfallsflisen med specialkonstruerade kvarnstenar av järn till skillnad mot en tidigare utexperimenterad metod av den amerikanske ingenjören William Henry Mason, som gjorde sig känd som uppfinnaren av masonit. Åren 1924–1925 uppfann den amerikanske ingenjören William Henry Mason delvis genom en händelse, en metod att tillverka träfiberplattor genom att frigöra träets lignin och använda det som bindemedel vid hoppressning med ånga till tunna fiberplattor. Sommaren 1927 praktiserade den unge svenske ingenjören Arne Asplund  hos Mason i Laurel i Mississippi och fick sedan vid sin hemresa till Sverige i uppdrag av Mason att intressera investerare i Sverige för att uppföra en masonitfabrik. Arne Asplund kom i kontakt med grosshandlaren Carl Wikström, huvudägare i Nordmalings Ångsågs AB i Rundvik i Nordmalings kommun, vilket vid denna tidpunkt hade ekonomiska problem. Detta ledde till att Wikström hösten 1927 reste till Mississippi och kunde sluta det första licensavtalet om tillverkningsrätt för den så kallade masonmetoden, enligt Masons patent och med varumärket Masonite. En masonitfabrik uppfördes på sågverkets fabriksområde i Rundvik, vilken var Sveriges första träfiberskivefabrik och den första masonitfabriken utanför USA. Masonitfabriken använde avfall från sågverk och skog som baskomponenter. Arne Asplund var en av de ansvariga för byggnationen av fabriken, som startade sin produktion 1929.
Vid Masons metod sprängdes spån och träflis under ångtryck. En av Masons tidigare medarbetare, Arne Asplund (1903-1993), har utvecklat den i Sverige nu vanligaste defibreringstekniken. Defibreringstekniken används då man separerar naturfiber ur växter, speciellt ur ved. Separeringen sker på mekanisk väg, med eller utan kemisk förbehandling. William H. Masons metod kallas också för Asplundmetoden och hans uppfinning gav upphov till företaget Defibrator AB i Stockholm. Först användes defibrörerna för tillverkning av fibermassa för fiberskivor av samma slag som erhölls genom den så kallade masonitprocessen. Det var under 1930-talet som Arne Asplund uppfann och utvecklade maskinen för mekanisk defibrering av ved mellan roterande skivor (diskar).

### Uppdrag av Domänverket
Jonas Jonsson fick i uppdrag av Domänverket och ett flertal skogsvårdsstyrelser i Sverige att nybygga eller förbättra många fröklängningsanstalter efter sina egna metoder. Inom skogsbruket används termen fröklängning då barrträdens frigörs från frö. De insamlade mogna kottarna av barrträd torkas så att de öppnar sig och man kan då ta fröet då det faller ut. Han fick också i uppdrag att uppföra liknande anläggningar i Danmark, Norge och Amerika. Inom modern skogsvård är fröklängning av stor betydelse. För fröklängningsprocessen torkar man mogna kottar så att de öppnar sig och fröet faller ut. Det innebär att man med hjälp av ånga och varm luft får frön i barrträdens kottar att lossna relativt fort och samtidigt. Redan i slutet av 1800-talet samlade man in grankottar  och tallkottar och med hjälp av ånga och varmluft fick man fröna att lossna. Tallkottarna insamlades under vårvintern och grankottarna under höst- och vintermånaderna. Fröerna såldes sedan till skogsbolagen, såsom till Domänverket.

### Idén med monteringsfärdiga trähus
Idén med monteringsfärdiga trähus blev aktuell under efterkrigsårens bostadsbrist. På initiativ av Sveriges Industriförbund började AB Träkol började fabriksmässigt att tillverka hus år 1920. Sveriges Industriförbund var en branschorganisation som bildades 1910 och var en sammanslutning av olika branschföreningar inom industrin. Dessa ägnade sig åt frågor rörande exempelvis handel, forskning, utbildning, standardisering, miljö, skatter och statistik, men de var inte förhandlingsparter i anställningsfrågor. Denna fabriksmässiga tillverkning var den första av detta slag i Sverige. En stor lokal vid Träkols område hade år 1919 blivit ledig. Styrelsen för AB Träkol ville använda lokalerna för tillverkningen av tjärtunnor, men Jonas Jonsson hade andra planer. Av det fina virket ville han tillverka hus. Styrelsen i AB Träkol övertygades av Jonssons entusiasm, men de var dock aldrig riktigt förtjusta. Behovet av träkol till industrin hade börjat minska, och konkurrensen från elektriciteten hade blivit kännbar.

### Studieresa till USA
Från Kommerskollegiet fick Jonas Jonsson ett stipendium för en studieresa till den amerikanska ostkusten 1921. Där skulle han studera bostäder byggda i fabrik och han besökte då husfabriker i fabriksstäderna Detroit och Battle Creek och i New Yorks förstäder. Han studerade egnahemsbebyggelsen i Chicago och Philadelphia. Omedelbart efter återkomsten från USA satte Jonas Jonsson igång med fabrikation av monteringsfärdiga hus, de riksbekanta Vansbrohusen, som sedan fick många efterföljare i Sverige. Jonsson var full av intryck när han kom hem från USA och han hade nya idéer för den snart riksbekanta Vansbrostugan. Jonas Jonsson hann tyvärr aldrig lämna in någon reseberättelse, men tillverkning och efterfrågan kom igång. Först tjugo år senare blev det vanligt att svenska ingenjörer gjorde studieresor till samma husfabriker.

### Tillverkningen av monteringsfärdiga trähus
På 1920-talet var AB Träkols Vansbrohus en nymodighet. Huset, som skulle monteras, bestod av ett monteringsfärdigt träsystem, som kunde monteras av tre personer på åtta dagar. Dessa hustyper fanns i olika storlekar och kunde varieras med olika tillval av entréer, verandor, fönsterluckor och dörrar. De olika tillvalen gav varje hus ett eget personligt intryck. För AB Träkol utförde civilingenjör Albert Höckenström (född 1884) träkolningsverk efter egna patent och konstruktioner 1913. Alla yttre och inre snickerier var färdiga när huset överlämnades till ägaren. Det som återstod var endast tapetsering och målning. På AB Träkols fabrik i Dalarna tillverkades även fast köksinredning, dörrar, trappor och skåp och de monterades när husen var resta. I stora områden runt Stockholm, bland annat i Söderort i området Pungpinan i Skarpnäcks trädgårdsstad, och framför allt i Västerort i Äppelviken, Smedslätten, Ålsten och Olovslund, uppfördes AB Träkols bostadshus.

### Nedläggning av hustillverkningen
Redan efter åtta år tog AB Träkols hustillverkning ett abrupt slut, men hustillverkningen hade varit intensiv. Det finns inga uppgifter om Träkols hustillverkning i företagets handlingar efter maj månad 1927. Bolaget hade fått likviditetsproblem och hamnat i allvarlig kris. Från Stockholms stad hade man år 1928 fått en förfrågan på ytterligare 200 hus. Man började planera att sälja både sågverk och snickerifabrik och hustillverkningen lades ned för gott. Istället såldes skogen och företaget rekonstruerades år 1929. Jonas Jonsson fick avgå från sin post och han övergick i stället till att ägna sig åt sina uppfinningar.

### Konstsilket och framställning av cellulosa
Jonas Jonssons uppfinningar var konstsilket och framställningen av cellulosa. Dessa uppfinningar blev viktiga under andra världskriget. För att ersätta natursilket skapade man konstsilke, som är ett konstgjort textilmaterial. Den vanligaste typen av konstsilke är viskos och den uppfanns redan 1892. Cellulosa-xantogenat kallas vanligen viskos och det är basmaterial för såväl fibrer, konstsilke (eller konstsiden) som folier (eller cellofan). Fibern är baserad på bomull och cellulosa. I sitt privata laboratorium hade Jonsson redan 1918 löst de viktigaste tillverkningsprocesserna vi framställningen av konstsilke och han var färdig att praktiskt pröva dem. I det nygrundade AB Svenskt konstsilke i Borås blev han samma år styrelseledamot, detta var en rörelse som sedan utvecklades till en storindustri. Jonas Jonsson var på detta område, liksom ifråga om de monteringsfärdiga trähusen, en av förgrundsmännen i Sverige.
1929 flyttade Jonsson till Stockholm och han startade där konstsilkeväveriet under namnet AB Silkemanufaktur med dammanufakturer som specialitet. Jonas Jonsson var redan följande år inne på tillverkning av nya cellulosaprodukter och han blev då chef för det av KF ägda AB Nordisk silkecellulosa i Norrköping. Folier av cellofanliknande typ tillverkades av acetylerad cellulosa. Folierna fick snart stor praktisk användning. Denna produkt kallades diafanet (i betydelsen "transparent", av grekiska dia, som betyder "genom", "mellan", och av franska fournir eller faner (även stavat fanér)¸ som betyder bestycka eller skära av). Ordet faner eller fanér (fournir) kom från franskan på 1600-talet. Diafanet är en tunn skiva av trä. Och fanerbladen svarvas av eller skärs ur stockar från olika träslag. Faner används dels som material för yttäckning av möbler och andra inredningsdetaljer, dels som råvara till olika träskivor eller plywood, så kallad kryssfaner eller plywood. Kryssfaner eller plywood är en skiva av tunnare korslagda faner som är limmade med fenolhartslim och pressade med högt tryck under värmebehandling, till en relativt hållfast och formstabil produkt. Plywood har fått ett stort användningsområde inom bland annat båt- och skeppsvarv, möbelinredningsindustri samt byggindustri.
Diafanet, som Jonas Jonsson uppfann, användes som emballage, skyltfönsterskydd och som mjukt glas i växthus och dylikt. Diafanet gav också uppslag till ett värdefullt isoleringsmaterial, Isoflex, som blev en betydande världsartikel. Det var också Jonssons idé att tillverka konstgjorda korvskinn av diafanet, samt att även tillverka olika slag av cellulosalacker. Jonsson uppfann också en ny grammofonskiva, som i kvalitet var överlägsen andra grammofonskivor som förekom i handeln och dessa fick stor användning bland annat i AB Radiotjänsts ljudupptagningar.

### Godsvagn med fällbart tak
Jonsson fick patent på ett tjugotal uppfinningar, som även kom till praktisk användning. Hans "tekniska fantasi" sträckte sig långt utöver cellulosaindustrin. Han konstruerade en ny godsvagnstyp med fällbart tak 1927. Järnvägsvagnen var enbart avsedd för att transportera gods, inte för passagerare. Den nya godsvagnstypen, "Jonsson-vagnen" patenterades i ett flertal länder. Förutom i Sverige kom Jonsson-vagnen till användning även i Belgien och i England och i några afrikanska stater. Han gjorde en del uppmärksammade nykonstruktioner och uppfinningar även beträffande utvinning av olja ur skiffer, förutom sina insatser i kolugnsindustrin. I samarbete med en linodlare konstruerade han en linberedningsmaskin. Den visade sig vara betydligt överlägsen tidigare maskiner av utländskt ursprung.

### Betydande uppdrag
Under årens lopp fick Jonas Jonsson många betydande uppdrag genom sina tekniska kunskaper, sin vitalitet och sin arbetsglädje. Han var styrelseledamot i Svenska järnbrukens träkolsförening. Han satt med i Svenska trädestillationsverkens arbetsutskott och var ledamot i Gävle handelskammare. Vidare hade han ett flertal kommunala förtroendeuppdrag i Väster-Dalarna, där Vansbro kommun ingår. Vid Statens bränslekommission var han anställd som kolugnsexpert, och ett flertal anläggningar gjordes efter hans ritningar, även i Norge och Finland. Statens bränslekommission var en av de svenska kristidskommissioner som inrättades under andra världskriget, den tillkom 1940 och upphörde i början av 1950-talet. Han var konsult vid uppförandet av konstsilkefabriker i Karelen, som ligger inom Finlands och Rysslands gränser. Som tekniskt sakkunnig gjorde han ett flertal resor till Island, Italien, Lettland, Schweiz och Tyskland. 
Jonas Jonsson var som pionjär och nyskapare tidvis omstridd, men om betydelsen av hans verksamhet råder numera ingen tvekan. Han gjorde stora insatser gav honom inte motsvarande inkomster. När det gällde att exploatera sina uppfinningar var han inte någon fullfjädrad ekonom. Han arbetade för ett bättre utnyttjande av skogens produkter och för fackmännen var han välkänd som en idérik, skicklig och oförskräckt föregångsman inom skogsindustrin och cellulosabranschen.
Så småningom hyrdes snickerifabriken ut till Bofors i Karlskoga i Värmland, men fabriken såldes inte. I Bofors tillverkades ammunitionslådor, det var en produkt som blev framgångsrik, särskilt under andra världskriget. Andra produkter som tillverkades var flyttbara raststugor för skogsarbetare och sjöfolk, sandlådor och hyllinredningar.